# Équipe de république démocratique du Congo masculine de volley-ball
Cet article traite de l'équipe masculine. Pour l'équipe féminine, voir Équipe de république démocratique du Congo féminine de volley-ball.
L'équipe de république démocratique du Congo de volley-ball est la sélection nationale représentant la république démocratique du Congo dans les compétitions internationales de volley-ball masculin.
La sélection participe au Championnat d'Afrique masculin de volley-ball 1993, au Championnat d'Afrique masculin de volley-ball 2003, au Championnat d'Afrique masculin de volley-ball 2005, aux Jeux africains de 2007, au Championnat d'Afrique masculin de volley-ball 2017 et au Championnat d'Afrique masculin de volley-ball 2019.
l'entraîneur de l'équipe de Beach Volley s'appelle Swaleh Omari en 2021